# Mikas
Mikas Emil Søndergaard Eskesen (født 29. september 1986) er en dansk trommeslager, sanger og sangskriver.  Han har som trommeslager turneret med Lydmor, Peter Sommer og Stine Bramsen. Udgiver også musik i eget navn på det uafhængige skandinaviske pladeselskab, Playground Music, der også huser artister som Rasmus Walter, Pede B og Julie Maria.